# Álex Amrani
Alejandro González Amrani (Nápoles, Campania, Italia, 31 de diciembre de 1993) es un futbolista uruguayo que también posee la nacionalidad italiana. Juega como delantero en la Cultural y Deportiva Leonesa.

## Trayectoria
Hijo de uruguayos nació en Italia, aunque allí tan sólo vivió 11 años. Como futbolista comenzó a jugar con ocho años en las categorías inferiores del SSC Napoli, equipo de su ciudad natal. Allí jugó hasta los 11 años, ya que a esa edad se mudó a Montevideo, ciudad de la que provenían sus padres, en Uruguay decidió hacerse las pruebas para poder jugar en la cantera del Peñarol. Estas pruebas las superó sorprendiendo a mucha gente del club. En Peñarolllegó a debutar con el primer equipo con tan sólo 16 años, por lo que llamó la atención de algunos clubes europeos, pero no fichó por ningún club del Viejo Continente hasta el verano de 2012, que fue fichado por el RSC Anderlecht pero sin disputar ni un minuto con el equipo belga fue cedido a la Cultural y Deportiva Leonesa equipo que milita en la Tercera División de España hasta el 31 de junio de 2013.

## Clubes
| Club                         | País    | Año         | Part | Goles |
| ---------------------------- | ------- | ----------- | ---- | ----- |
| Peñarol                      | Uruguay | 2010 - 2012 | 51   | 17    |
| Cultural y Deportiva Leonesa | España  | 2012 -      | 1    | 0     |

- Datos: Q6172640